# Cetelem Argentina
Cetelem Argentina (también conocido como Banco Cetelem Argentina) es la filial argentina de le entidad bancaria francesa BANCO CETELEM, S.A.U. (perteneciente al Grupo BNP-Paribas), que se especializa en la concesión de créditos al consumo (crédito al consumo, crédito en línea y tarjetas), líder mundial en productos de financiación para las familias, con especial presencia en Europa.
La filial argentina es una entidad regulada por el Banco Central de la República Argentina y está adherida al Código de Prácticas Bancarias, una iniciativa de autorregulación destinada a promover las mejores prácticas bancarias en el país.
En Argentina, más de 350.000 familias utilizan los servicios bancarios de Cetelem para financiar sus compras o proyectos personales. El Banco Cetelem Argentina tiene un modelo de organización centralizado, sin sucursales, que brinda crédito a sus clientes mediante el uso de la telefonía, las nuevas tecnologías y equipos comerciales especializados; lo que le permite ofrecer rapidez, una amplia cobertura geográfica y alta accesibilidad.